# Rue Pléney
La rue Pléney est une voie publique du 1er arrondissement de la ville de Lyon, en France, reliant la rue du Plâtre à la rue de la Fromagerie.

## Situation
La rue, d'orientation nord-sud relie les rues du Plâtre et de la Fromagerie et coupe perpendiculairement la rue Longue.

## Toponymie
Le nom de Pléney rappelle des bienfaiteurs de la ville, les frères Pléney, qui tenaient un magasin sur la toute proche place Meissonnier. Jean-Benoît, mort le premier et Jean-Pierre Pléney en deuxième en 1864, lèguent leur fortune à la ville, soit près de 50 000 francs de rentes pour « être employée, chaque année, en livrets de la Caisse d'Epargne, de 500 francs chacun, à distribuer à autant de garçons et de filles âgés de vingt ans au moins, qui seront indiqués par le conseil des prud'hommes et la commission administrative des Hospices civils de Lyon, comme ayant soutenu, par leur travail et leur dévouement prolongé, leurs frères et sœurs orphelins ou leurs parents malheureux. ». Dans ce testament, Pléney ajoute « Je sais [...] combien il est difficile à des ouvriers honnêtes et laborieux de réunir le premier capital qui peut favoriser leur établissement et assurer leur avenir. J'espère qu'au moyen de cette somme, le plus grand nombre d'entre eux pourra parvenir à l'aisance ». À proximité se trouve la place Meissonnier au centre de laquelle se trouve le monument fontaine à Jean-Pierre Pléney.

## Histoire

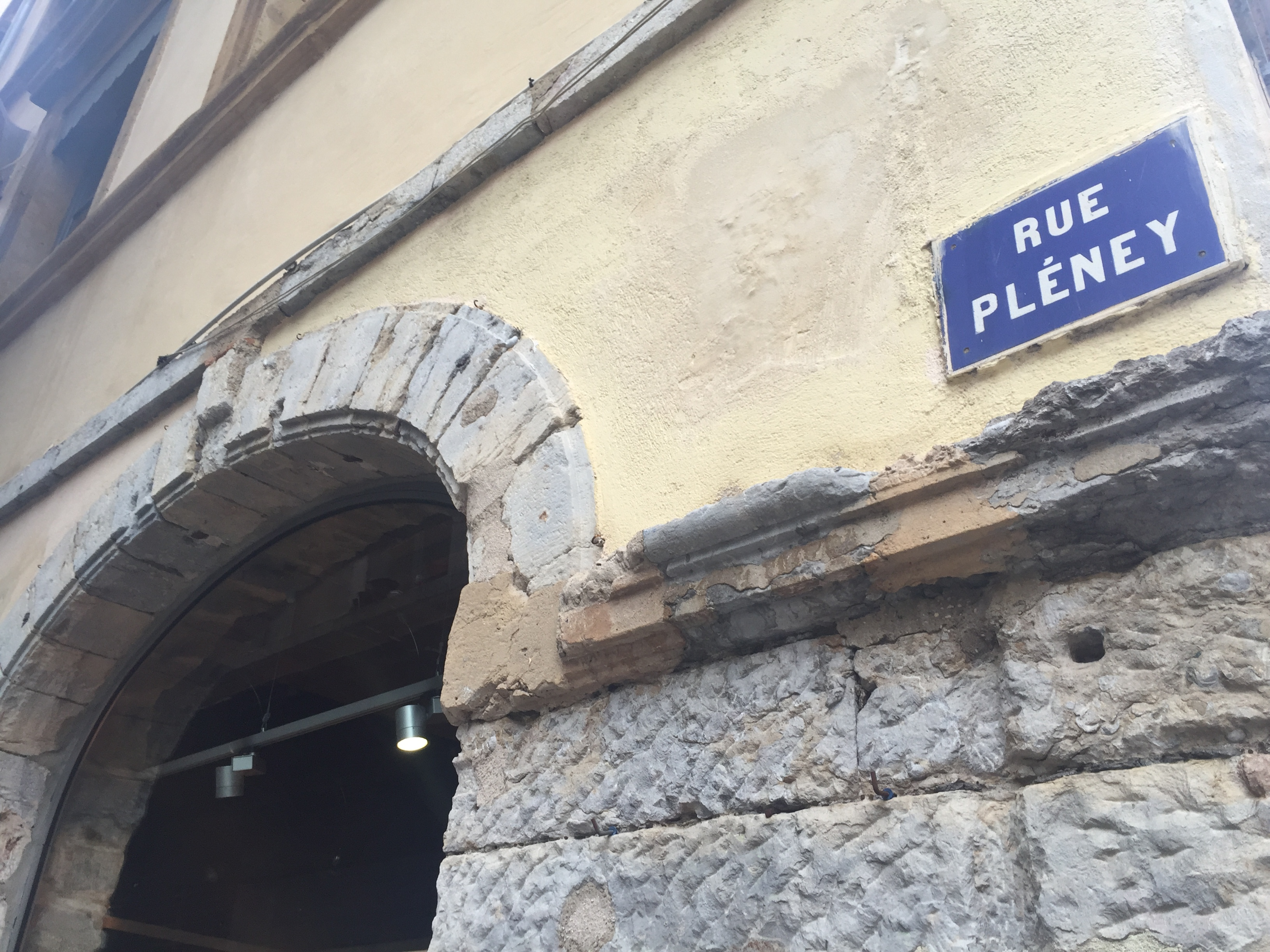
Plaque de rue.

Selon l'historien Louis Maynard, la rue porte le nom de « petite-rue Longue » jusqu'au 28 août 1875, notamment dans sa partie sud tandis qu'au XVIe siècle, une partie de la rue était nommée rue Roland, et au XVIIIe siècle, rue des Boitiers. Le plan cadastral de 1831 indique pour sa part peu ou prou les mêmes éléments : une moitié sud de direction sud-nord s'appelant « Petite Rue longue », puis une partie nord déviée vers l'ouest puis de nouveau vers le nord en double-coudes sous le nom de « rue des Boitiers » et enfin une dernière fois sur une orientation est-ouest sous le nom de rue Rolland, avec un court cul-de-sac à l'est pour déboucher à l'ouest et parallèlement à la rue du Plâtre, sur l'actuelle rue Paul-Chenavard, alors rue Saint-Côme. L'extrémité nord de la rue n'est percée que dans la décennie 1850 avec l'érection de l'actuelle numéro 1 de la rue cette année-là.